# Psalm 91
Psalm 91 is de 91e psalm uit de Psalmen in de Hebreeuwse Bijbel (in de Griekse Septuagint en de Latijnse Vulgaat Psalm 90). De psalm wordt veelal aangehaald onder verwijzing naar Gods bescherming in tijden van nood.
De auteur van de psalm wordt niet genoemd in de oorspronkelijke Hebreeuwse versie. Vanuit de Joodse traditie wordt Mozes aangehaald als oorspronkelijke schrijver, maar de Septuagint schrijft de psalm toe aan koning David.

## Gebruik

### Jodendom
Tijdens een Joodse begrafenis wordt Psalm 91 zeven keer voorgedragen. Soms gebeurt het dat de kistdragers stoppen met naar het graf lopen nadat de psalm een keer is voorgelezen, om pas weer verder te lopen als de psalm weer wordt voorgedragen. Bij de begrafenis van een vrouw gebeurt dit stoppen niet, maar wordt de psalm wel zeven keer herhaald.

### Nieuwe Testament
Tijdens de verzoeking van Christus in de woestijn haalt Satan vers 11 en 12 van deze psalm aan (Matteüs 4:6; Lucas 4:10-11).
1 · 2 · 3 · 4 · 5 · 6 · 7 · 8 · 9 · 10 · 11 · 12 · 13 · 14 · 15 · 16 · 17 · 18 · 19 · 20 · 21 · 22 · 23 · 24 · 25 · 26 · 27 · 28 · 29 · 30 · 31 · 32 · 33 · 34 · 35 · 36 · 37 · 38 · 39 · 40 · 41 · 42 · 43 · 44 · 45 · 46 · 47 · 48 · 49 · 50 · 51 · 52 · 53 · 54 · 55 · 56 · 57 · 58 · 59 · 60 · 61 · 62 · 63 · 64 · 65 · 66 · 67 · 68 · 69 · 70 · 71 · 72 · 73 · 74 · 75 · 76 · 77 · 78 · 79 · 80 · 81 · 82 · 83 · 84 · 85 · 86 · 87 · 88 · 89 · 90 · 91 · 92 · 93 · 94 · 95 · 96 · 97 · 98 · 99 · 100 · 101 · 102 · 103 · 104 · 105 · 106 · 107 · 108 · 109 · 110 · 111 · 112 · 113 · 114 · 115 · 116 · 117 · 118 · 119 · 120 · 121 · 122 · 123 · 124 · 125 · 126 · 127 · 128 · 129 · 130 · 131 · 132 · 133 · 134 · 135 · 136 · 137 · 138 · 139 · 140 · 141 · 142 · 143 · 144 · 145 · 146 · 147 · 148 · 149 · 150 · 151